# Karl Pfeffer-Wildenbruch

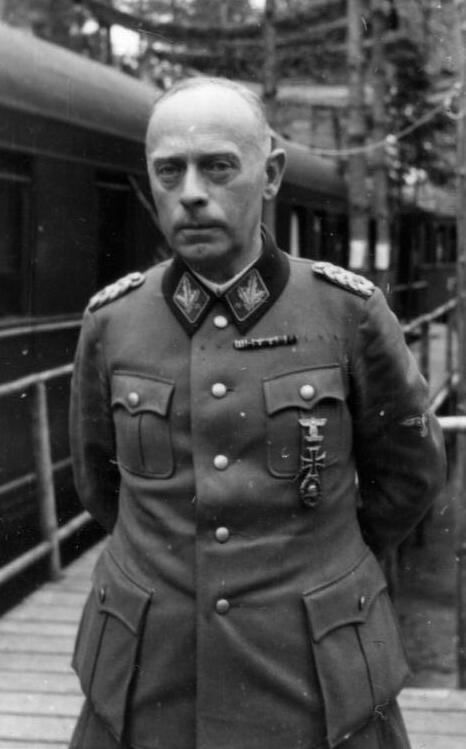
Karl Pfeffer-Wildenbruch

Karl Pfeffer-Wildenbruch (12 de junho de 1888 - 29 de janeiro de 1971) foi um oficial alemão da SS e da polícia (Ordnungspolizei) durante a era nazista, que serviu na equipe pessoal de Heinrich Himmler, chefe das SS. Durante a Segunda Guerra Mundial, comandou a Divisão SS Polizei, o VI Corpo do Exército SS (Letão) e o IX Corpo de Montanha SS da Waffen-SS; ele foi premiado com a Cruz de Cavaleiro da Cruz de Ferro com Folhas de Carvalho.

## Segunda Guerra Mundial
Em outubro de 1943, Pfeffer-Wildenbruch foi nomeado comandante do recém-formado VI SS Army Corps (letão), um comando sobre as duas divisões letãs Waffen-SS. Ele foi promovido a SS-Obergruppenführer und General der Waffen-SS und Polizei. Em dezembro de 1944 Pfeffer-Wildenbruch foi nomeado comandante do IX SS Mountain Corps, estacionado em Budapeste, Hungria. Ele estava no comando das forças alemãs durante a Batalha de Budapeste de 24 de dezembro de 1944 a 11 de fevereiro de 1945. Pfeffer-Wildenbruch foi condecorado com a Cruz de Cavaleiro em 11 de janeiro de 1945 e as Folhas de Carvalho em 1 de fevereiro de 1945. Durante a tentativa de fuga de Budapeste, ele foi gravemente ferido e foi feito prisioneiro pelas forças soviéticas. Em 10 de agosto de 1949, ele foi condenado a 25 anos. Em 1955, ele foi libertado junto com cerca de 10 000 outros prisioneiros de guerra e criminosos de guerra devido a um acordo informal concluído em setembro de 1955 entre o chanceler alemão Konrad Adenauer e o primeiro-ministro soviético Nikolai Bulganin.

## Morte
Pfeffer-Wildenbruch foi morto em um acidente de trânsito em 29 de janeiro de 1971 em Bielefeld. 